# Danh sách thành phố Turkmenistan

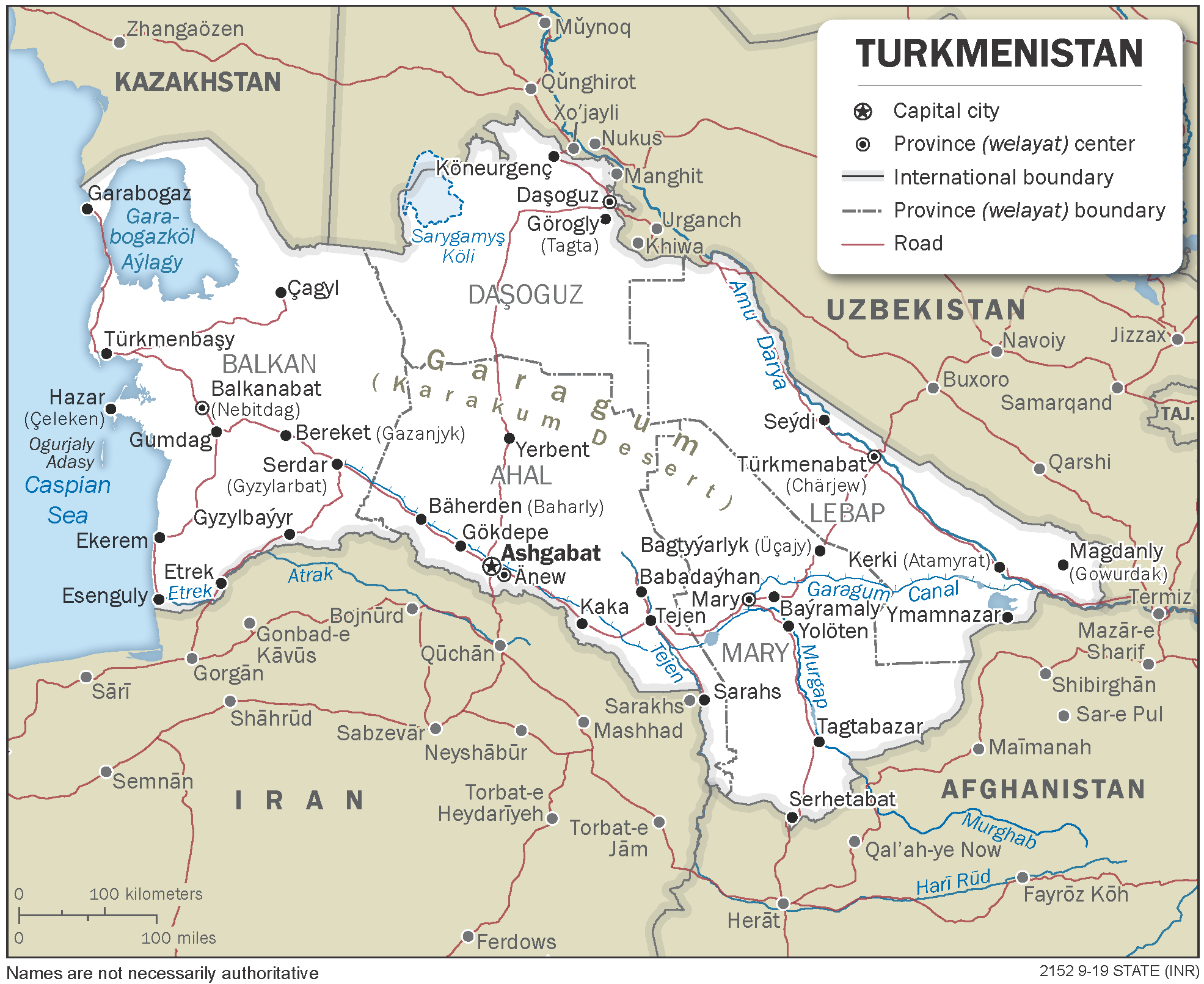
Các thành phố lớn nhất ở Turkmenistan

Dưới đây là danh sách các thành phố ở Turkmenistan.
Luật của Turkmenistan phân chia các thành phố làm ba loại: trực thuộc trung ương (thủ đô Ashgabat), trực thuộc tỉnh (etrap hukukly) và trực thuộc huyện (etrapdaky). Cũng theo luật, các thành phố trực thuộc tỉnh phải có dân số trên 30.000 người, đồng thời là tỉnh lỵ hoặc một trong những trung tâm kinh tế, văn hóa và hành chính của tỉnh. Các thành phố trực thuộc huyện phải có dân số trên 8.000 người và có các công ty công nghiệp, tổ chức xây dựng và giao thông, tiện ích cơ bản, nhà ở thuộc sở hữu đô thị, các cơ sở văn hóa xã hội, thương mại và dịch vụ. Chính phủ Turkmenistan đã liệt kê các thành phố theo loại, nhưng việc công bố danh sách này không thường xuyên. Phiên bản gần đây nhất của danh sách được phát hành vào năm 2012.
Các thành phố trực thuộc tỉnh được lãnh đạo bởi một thị trưởng (häkim) do tổng thống bổ nhiệm. Hai thành phố Ashgabat và Turkmenbashy lại được chia thành các phân khu, mỗi phân khu có một häkim. Các thành phố trực thuộc huyện và thị trấn được lãnh đạo bởi một hội đồng dân cử (geňeş) do một thị trưởng (arçyn) đứng đầu.

## Danh sách

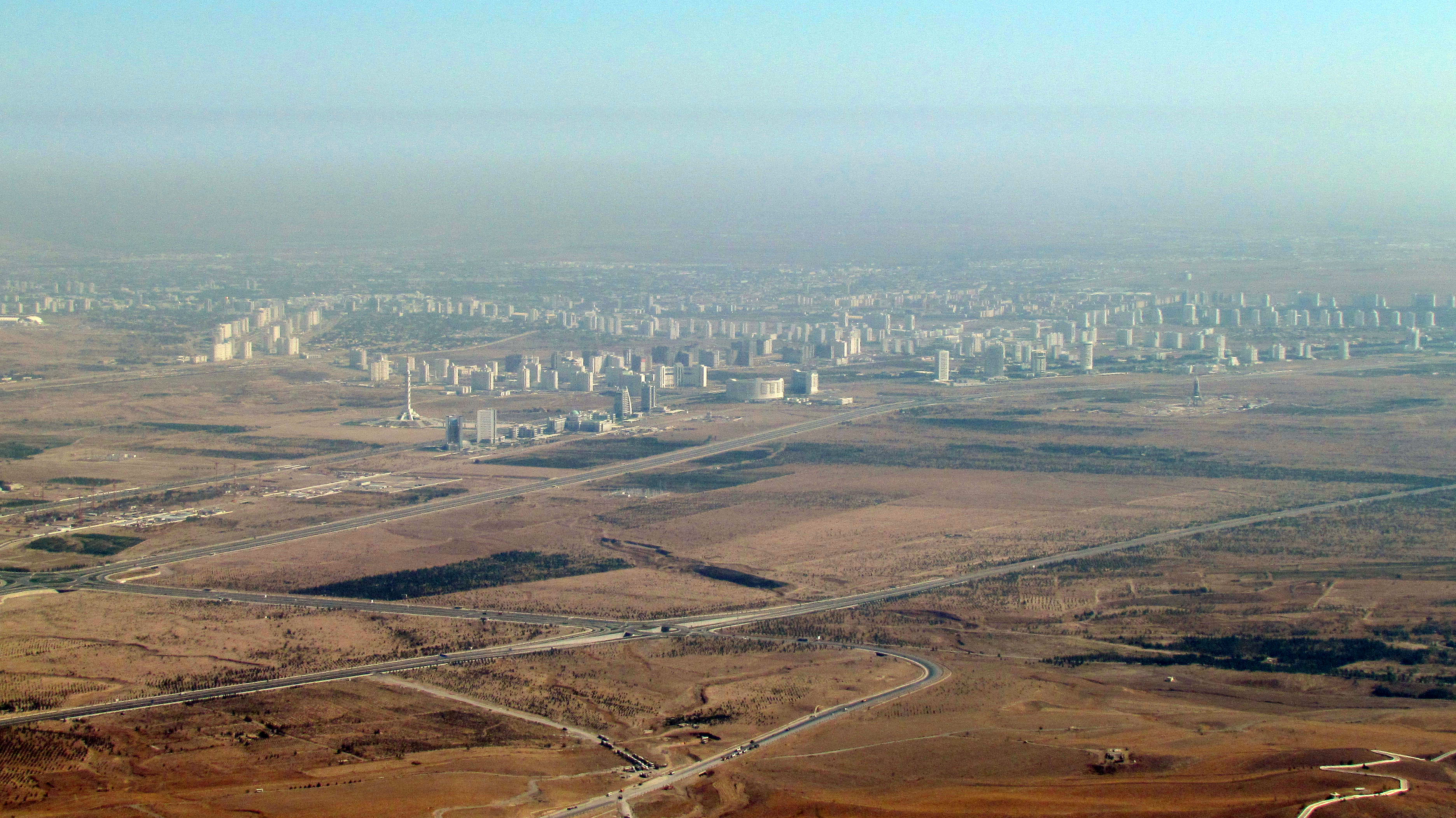
Ashgabat, thủ đô của Turkmenistan.

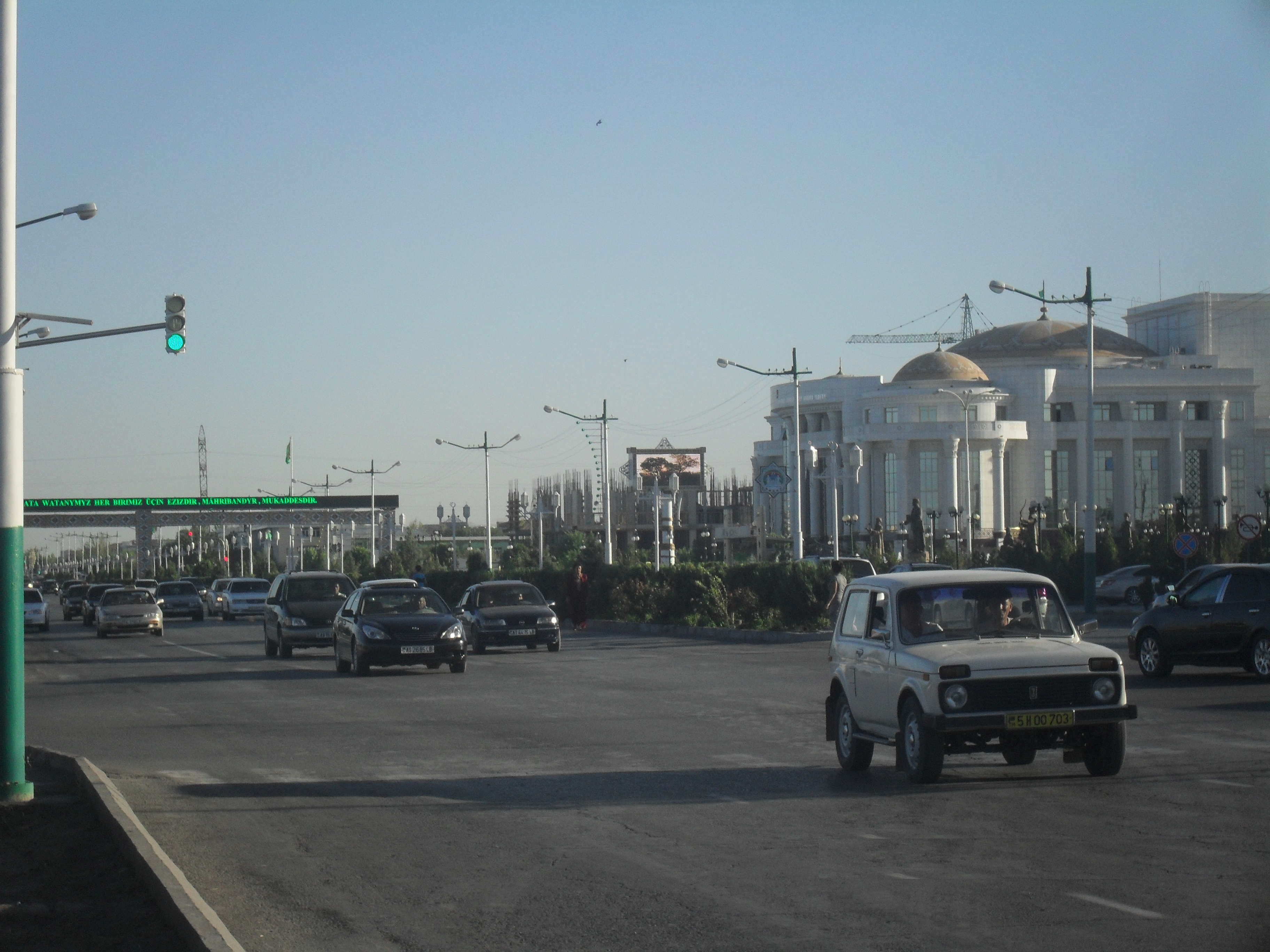
Türkmenabat

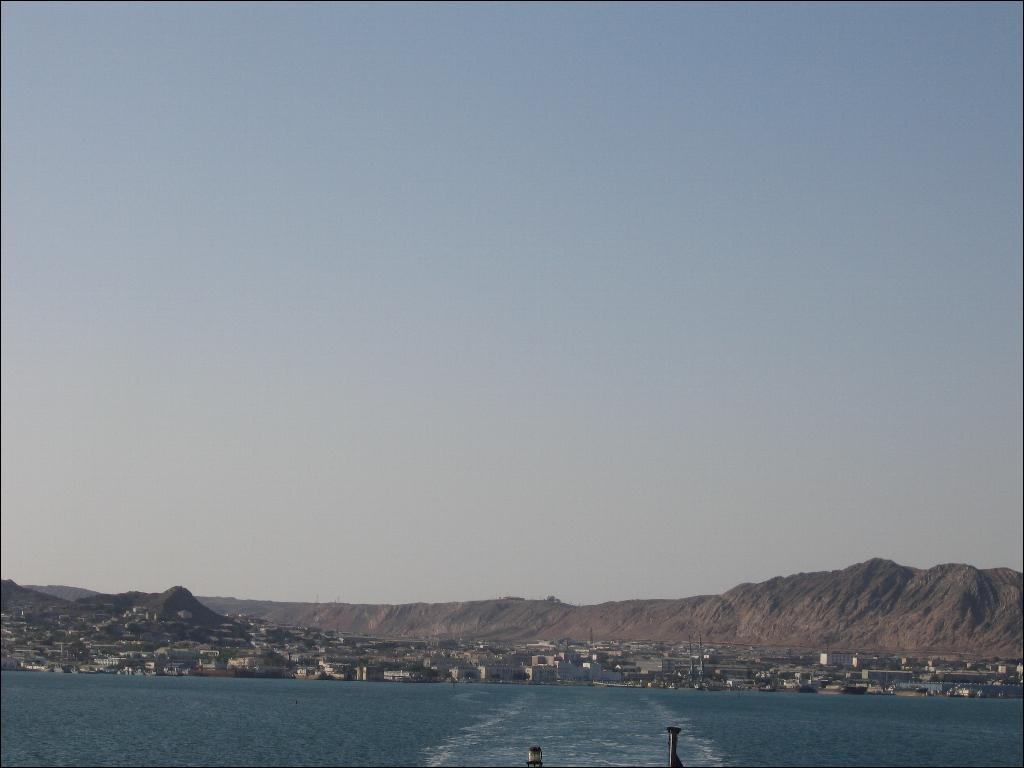
Türkmenbaşy

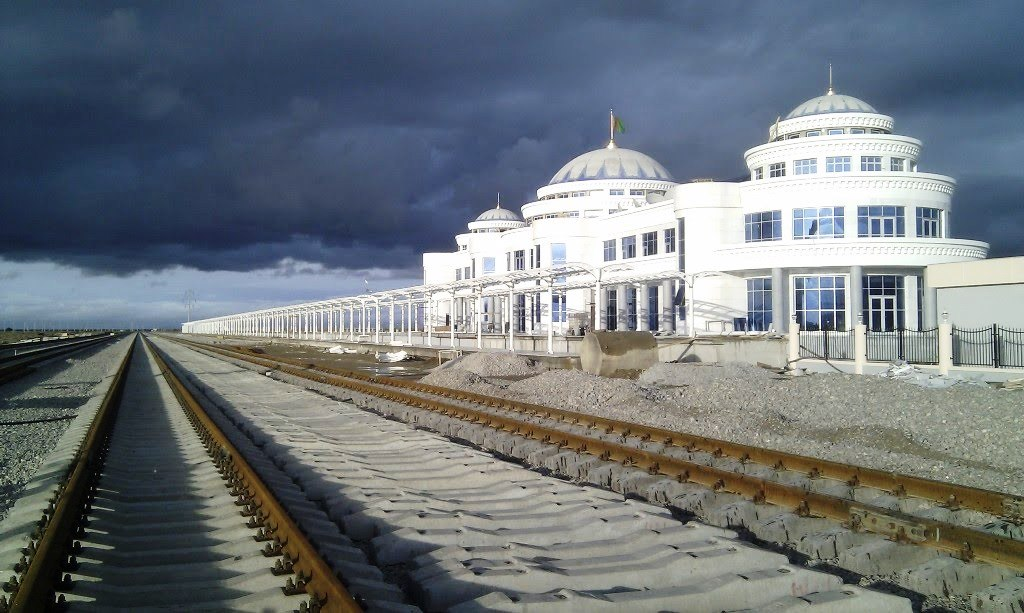
Bereket

Hầu hết các thành phố trong danh sách này được sắp xếp theo dân số năm 2010 (ngoại trừ một số nơi có ghi chú trong ngoặc, xem bên dưới). Các tỉnh lỵ được in đậm. Các thành phố có trực thuộc tỉnh được in nghiêng. 
| Số thứ tự | Thành phố                       | Dân số       | Tỉnh                 |
| --------- | ------------------------------- | ------------ | -------------------- |
| 1         | Ashgabat                        | 947.221      | Vùng thủ đô quốc gia |
| 2         | Türkmenabat                     | 279.765      | Lebap                |
| 3         | Daşoguz                         | 245.872      | Daşoguz              |
| 4         | Mary                            | 126.141      | Mary                 |
| 5         | Serdar                          | 93.692       | Balkan               |
| 6         | Baýramaly                       | 91.713       | Mary                 |
| 7         | Balkanabat                      | 90.149       | Balkan               |
| 8         | Tejen                           | 79.324       | Ahal                 |
| 9         | Türkmenbaşy                     | 73.803       | Balkan               |
| 10        | Magdanly                        | 68.133       | Lebap                |
| 11        | Kerki                           | 39.602       | Lebap                |
| 12        | Ýolöten                         | 38.936       | Mary                 |
| 13        | Konye-Urgench                   | 35.386       | Daşoguz              |
| 14        | Anau                            | 30.042       | Ahal                 |
| 15        | Hazar                           | 29.131       | Balkan               |
| 16        | Gurbansoltan eje adyndaky       | 27.451       | Daşoguz              |
| 17        | Gumdag                          | 27.408       | Balkan               |
| 18        | Bäherden                        | 25.065       | Ahal                 |
| 19        | Gazojak                         | 25.043       | Lebap                |
| 20        | Bereket                         | 23.762       | Balkan               |
| 21        | Boldumsaz                       | 23.728       | Daşoguz              |
| 22        | Gökdepe                         | 21.465       | Ahal                 |
| 23        | Hojambaz                        | 21.454       | Lebap                |
| 24        | Saýat                           | 21.160       | Lebap                |
| 25        | Seýdi                           | 21.160       | Lebap                |
| 26        | Kaka                            | 20.218       | Ahal                 |
| 27        | Görogly                         | 18.660       | Daşoguz              |
| 28        | Farap                           | 17.277       | Lebap                |
| 29        | Gubadag                         | 17.118       | Daşoguz              |
| 30        | Akdepe                          | 15.898       | Daşoguz              |
| 31        | Murgap                          | 15.724       | Mary                 |
| 32        | Serhetabat                      | 15.713       | Mary                 |
| 33        | Sarahs                          | 9.585        | Ahal                 |
| 34        | Köýtendag                       | 8.654        | Lebap                |
| 35        | Magtymguly                      | 8.412        | Balkan               |
| 36        | Dänew                           | 7.932 (1989) | Lebap                |
| 37        | Nyýazow                         | 7.291        | Daşoguz              |
| 38        | Darganata                       | 7.212 (1989) | Lebap                |
| 39        | Babadaýhan                      | 7.130 (1989) | Ahal                 |
| 40        | Şatlyk                          | 7.000 (2011) | Mary                 |
| 41        | Garabogaz                       | 6.895 (1989) | Balkan               |
| 42        | Etrek                           | 6.855 (1989) | Balkan               |
| 43        | Saparmyrat Türkmenbaşy adyndaky | 6.770        | Daşoguz              |
| 44        | Türkmengala                     | 6.465 (1989) | Mary                 |
| 45        | Esenguly                        | 5.823 (1989) | Balkan               |
| 46        | Garabekewül                     | 5.509 (1989) | Lebap                |
| 47        | Halaç                           | 5.101 (1989) | Lebap                |
| 48        | Dostluk                         | 4.534 (1989) | Lebap                |